# Kota Baru Selatan
Kota Baru Selatan is een bestuurslaag in het regentschap Ogan Komering Ulu van de provincie Zuid-Sumatra, Indonesië. Kota Baru Selatan telt 1186 inwoners (volkstelling 2010).